# مینق (هریس)
مینق، یکی از روستاهای استان آذربایجان شرقی است که در دهستان بدوستان شرقی بخش مرکزی شهرستان هریس واقع شده‌است.

## جغرافیا
این روستا که در ۱۱ کیلومتری شهرستان هریس (جاده قدیم هریس) قرار دارد از طرف شمال با روستاهای صومعه، اسبخان و خلج و از طرف جنوب با روستاهای سرای، پارام و بیلوردی و از طرف شرق با روستاهای مقصودلو و ترکایش و از طرف غرب با روستاهای نمرور و ینگجه همسایه است. 

## تاریخ
وقف‌نامه ربع رشیدی روستای مینق را از موقوفه‌های رشیدالدین فضل‌الله همدانی، وزیر دربار هلاکوخان مغول معرفی کرده و در این وقف‌نامه به موقعیت و اهمیت تاریخی و وفور آب و منابع طبیعی این روستا اشاره کرده است.در ردیف شماره ۱۸ صورت موقوفات ربع رشیدی چنین آمده است:" چهار دانگ مشاع از قریه مینق از دیه های ناحیت بدوستان از توابع مدینه تبریز . حدود آن متصل است به اراضی قریه پرام علیا و به اراضی مزرعه کردل و به اراضی مزرعه نمرور و به اراضی قریه سماج با توابع و لواحق که منسوب است و این حصه از میر جمال الدین محمد ابرقوئی به این ضعیف واقف به مبایعت شرعی منتقل شده."

## مردم
زبان مردم این روستا همانند سایر نقاط آذربایجان زبان ترکی آذربایجانی است. مذهب ساکنان آن نیز شیعه جعفری است.
مردم مینق در زمینه کشاورزی با بهره‌مندی از دو سد آب در بهترین منطقه آب وهوای بدوستان دارند.
صنعت فرش نیز همانند مرکز شهرستان و سایر شهرها و روستاهای شهرستان هریس در این روستا سابقه و قدمتی دیرینه داشته و اهالی به تولید فروش دستباف در کنار کار کشاورزی مشغول هستند و نقشه‌های مختلف فرش من‌جمله قاجاری، کناره، تاجری و... در این روستا تولید می‌شود.

و مردم روستای مینق، عالم، دانشمند، و شهید پرور میباشد

## گردشگری
گورستان مینق یکی از آثار باستانی این روستا محسوب می‌شود. روستای مینق نیز مثل سایر روستاها و شهرهای استان سابقه دیرینه مذهبی دارد.
منطقه گردشگری و کویر‌گونه  آغ قوم در مساحت ۱۲۰ هکتار در منطقه کویری آق قوم در۸۰ کیلومتری شهر تبریز و ۱۰ کیلومتری شهرستان هریس در روستای مینق واقع شده است. همچنین اثر باستانی قلعه مخروبه معروف به "قلعه جوق" که بنا به برخی منابع یکی از قلاع ساخته شده در زمان اسکندر مقدونی بوده و با زلزله مهیب آذربایجان تخریب شده اشیای عتیقه و باستانی را در خود جای داده است.

رودخانه دائمی روستای مینق که از کوه‌های بالادست روستا از سلسله کوه‌های قوشاداغ سرچشمه می‌گیرد در طول سال از داخل روستا جریان دارد امر خشکسالی‌ها و کمبود بارندگی در سال‌های اخیر و تعرض غیرقانونی روستاهای بالادست و انحراف آب از مسیر رودخانه موجب شده این رودخانه نیز مثل سایر رودخانه‌های ایران در فصل تابستان با کمبود آب مواجه شده و تا مرز خشک شدن پیبرودست.
آب شرب این روستا نیز متاسفانه علی‌رغم بهره‌مندی از منابع زیرزمینی آب و داشتن قنات و کاریزهای قدیمی به دلیل خشکسالی و استفاده نادرست از منابع آب در تابستان‌ها با قطعی مواجه می‌گردد. 
باد معروف به مه یلی که از شمال به جنوب جریان دارد اغلب ایام سال در این روستا در حال وزیدن است، که موهبتی الهی برای تولید نیرو محسوب می‌شود.